# Mikania palmata
Mikania palmata là một loài thực vật có hoa trong họ Cúc. Loài này được Pruski & W.C.Holmes mô tả khoa học đầu tiên năm 2000.